# Awabakal
Awabakal, pleme Kuri ili Worimi (u Frasera Kuringgai) Aboridžina nastanjeno u australskoj državi Novi Južni Wales uz jezero Lake Macquarie, čije područje iznosi 1,800 četvornih kilometara (700 sq. m.). Ime im je došlo po jezeru Macquarie, koje u njihovom jeziku glasi Awaba.  –Jezik Awabakala pripada Australskim jezicima, užoj skupini poznatoj kao Yuin-Kuri (porodica Pama-Nyungan), podskupini Kuri ('people'). Nova klasifikacija svrstava ih u skupinu Worimi. Horda Minyowa naseljena je u Newcastleu. Nešto preživjelih sada se služe engleskim jezikom.

## Vanjske poveznice
- Awabakal: an extinct language of Australia